# Сенегал (река)
Сенегал е река в Западна Африка, протичаща през Мали и по границата между Сенегал и Мавритания, вливаща се в Атлантическия океан. Дължината ѝ е 1086 km (заедно с лявата съставяща я река Бафинг – 1846 km), а площта на водосборния ѝ басейн – 419 575 km². Река Сенегал се образува на 92 m н.в. в югозападната част на Мали от съединяването на двете големи реки Бафинг (760 km, лява съставяща) и Бакой (560 km, дясна съставяща), и двете водещи началото си от платото Фута Джалон, на гвинейска територия. По цялото си протежение е типична равнинна река с бавно и спокойно течение. Първите около 350 km протича по територията на Мали, а след това до устието си е гранична река между Мавритания на север и Сенегал на юг. Влива се чрез делта (площ – 1500 km²) в Атлантическия океан до сенегалския град Сен Луи. Основни притоци: леви – бафинг (760 km), Фалеме (625 km); десни – Бакой (560 km), Каракоро (310 km), Горгол. Средният годишен отток на реката е 640 m³/s, минималният – 5 m³/s (през май), максималният – от 2000 до 5000 m³/s (през август и септември). В периода на пълноводие (от юни до октомври) реката е плавателна до град Каес (в Мали, на 888 km), а по време на маловодие – до сенегалския град Подор (на 283 km). Водите на реката се използват за напояване и риболов. Долината на Сенегал е гъсто населена, като най-големите селища са градовете Каес (в Мали), Бакел, Матам, Подор, Багана, Ришар Тол, Сен Луи (в Сенегал), Каеди, Боге, Росо (в Мавритания).
През 1972 г. Мали, Сенегал и Мавритания създават организация за възстановяването на река Сенегал (на френски: Organisation pour la mise en valeur du fleuve Sénégal) и за съвместно управление на речния ѝ басейн. Гвинея се присъединява към тази организация през 2005.